# Tapecomys
Tapecomys (Anderson & Yates, 2000) è un genere di roditori della famiglia dei Cricetidi.

## Descrizione

### Dimensioni
Al genere Tapecomys appartengono roditori di medie dimensioni, con lunghezza della testa e del corpo tra 110 e 150 mm, la lunghezza della coda tra 118 e 160 mm e un peso fino a 94 g.

### Caratteristiche craniche e dentarie
Il cranio presenta un rostro robusto, una regione inter-orbitale con i margini divergenti posteriormente in T.primus e paralleli in T.wolffsohni, una scatola cranica allungata e tondeggiante provvista di creste temporali ben sviluppate e le placche zigomatiche ampie. Gli incisivi superiori sono arancioni ed opistodonti, ovvero con le punte rivolte verso l'interno della bocca, i molari hanno la corona alta e dalla forma alquanto prismatica e con la superficie occlusale piana.
Sono caratterizzati dalla seguente formula dentaria:

### Aspetto
Le parti dorsali sono brunastre con una linea di demarcazione lungo i fianchi giallo-brunastra brillante, mentre le parti ventrali sono grigio-biancastre con spesso una striatura pettorale più scura. Il dorso delle zampe è bianco. I piedi sono grandi, alla base di ogni artiglio è presente un ciuffo di lunghi peli. Le piante hanno sei cuscinetti carnosi ben sviluppati. La coda è leggermente più lunga della testa e del corpo, è cosparsa di peli, scura sopra e più chiara sotto. 

## Distribuzione
Il genere è diffuso in America meridionale, nelle regioni andine della Bolivia centrale e dell'Argentina settentrionale.

## Tassonomia
Il genere comprende 2 specie:
- Tapecomys primus
- Tapecomys wolffsohni